# Kazernecomplex Ede-Oost

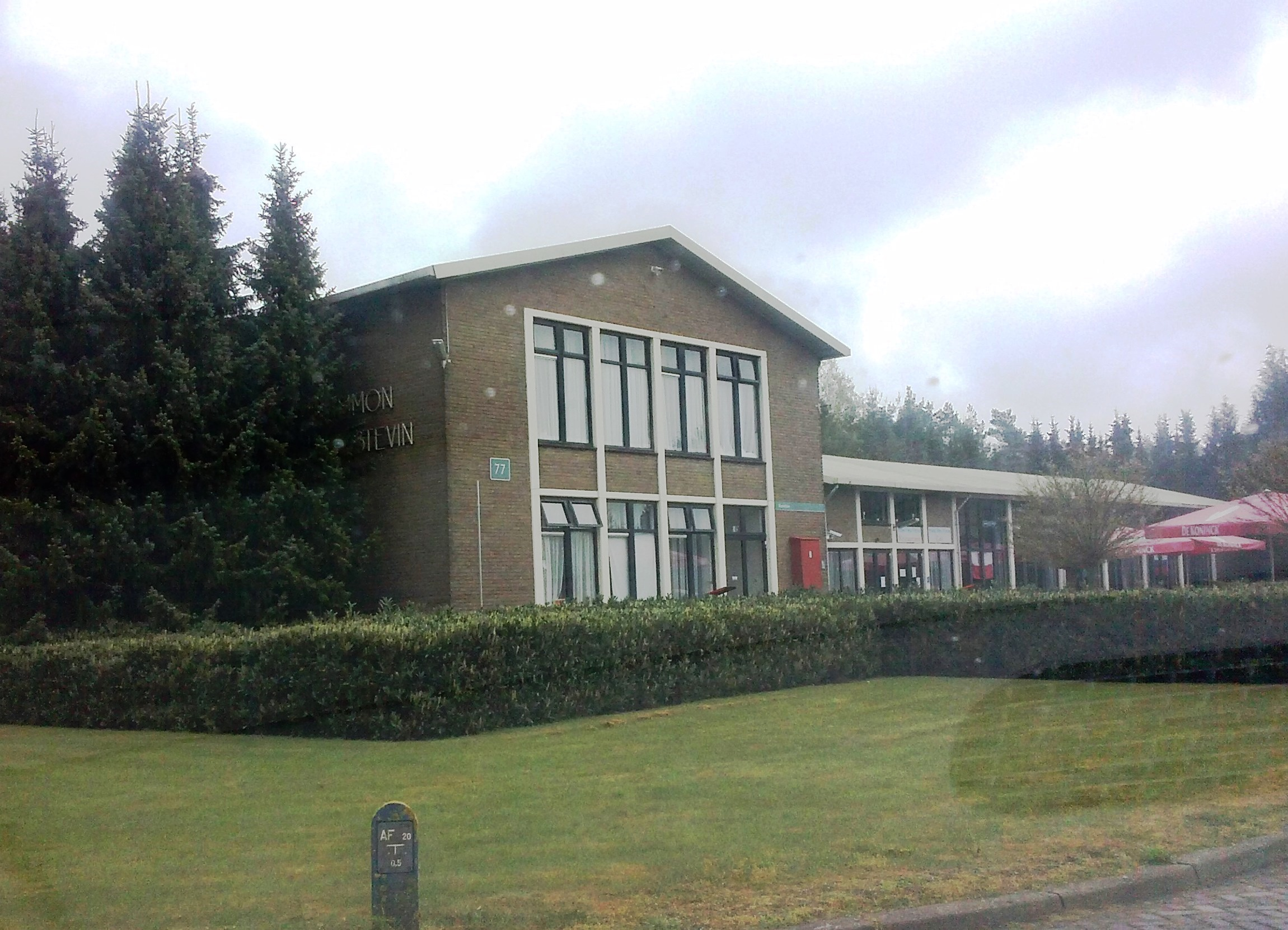
Simon Stevinkazerne

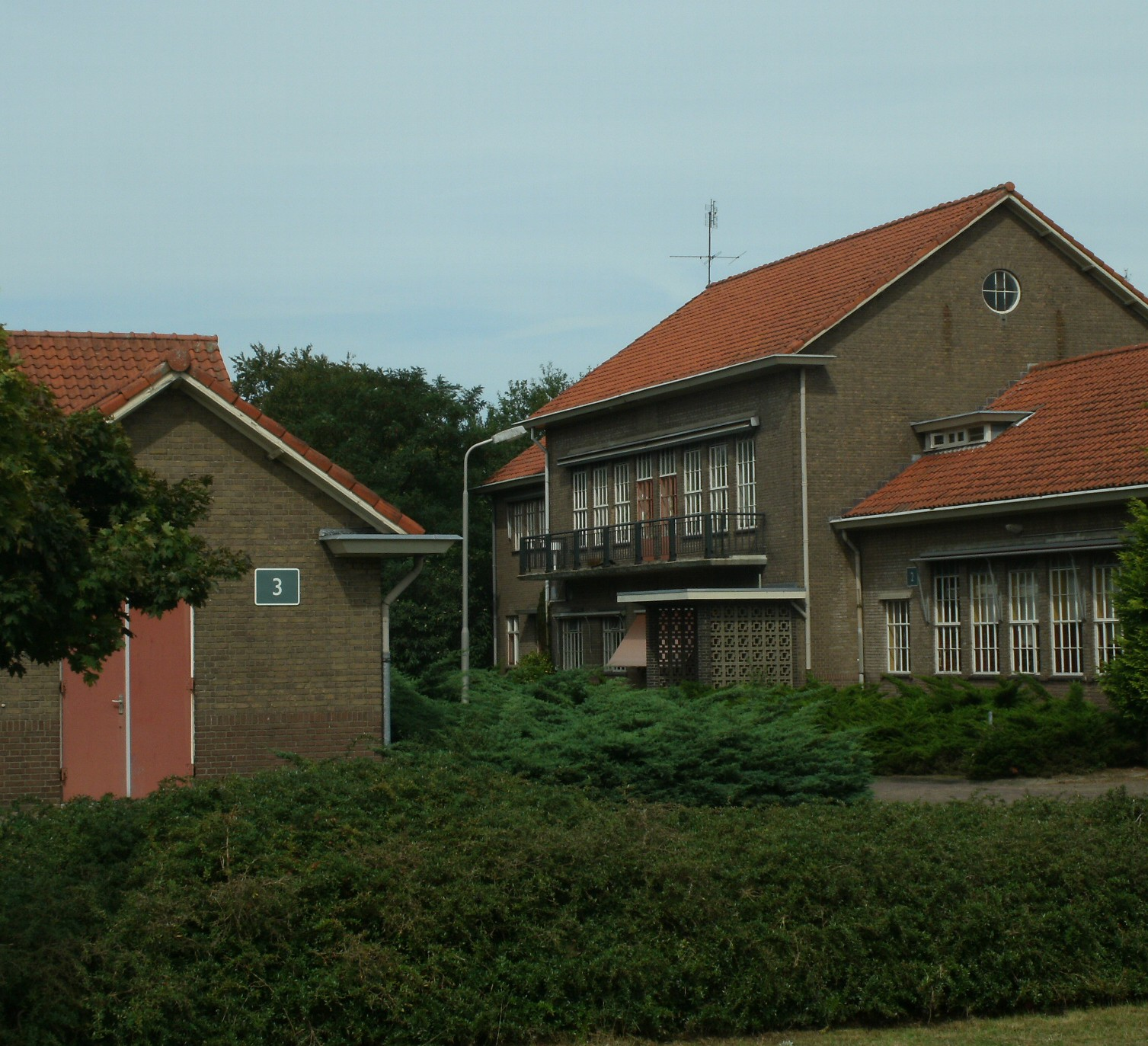
Elias Beeckmankazerne

Kazernecomplex Ede-Oost is een voormalige kazernecomplex in de Gelderse plaats Ede.
Het ontstond in 1983 toen de kazernes in Ede werden samengevoegd. De twee grootste kazernes vormden het complex Ede-Oost. De andere vijf kleinere kazernes vormden het Kazernecomplex Ede-West, dat in 1996 werd omgedoopt tot Prins Mauritskazerne.
De volgende kazernes maakten deel uit van het complex:
- Elias Beeckmankazerne
- Simon Stevinkazerne

## Herbestemming
Op 1 januari 2011 heeft Defensie de kazernes overgedragen aan de gemeente Ede. Het terrein is opgenomen in het woningbouwproject "Veluwse Poort". Een aantal gebouwen van de kazerne is aangemerkt als rijksmonument. Deze gebouwen zullen een prominente plaats krijgen in de nieuwe wijk, waarbij ze een herinnering vormen aan het militaire verleden van Ede. In april 2017 werd bekend dat er een verzetsheldenbuurt komt in de nieuwe wijk. De straten krijgen namen van Edese verzetsstrijders.
Kazernes in Nederland